# Sally Amaki
Sally Amaki (japonès: 天城サリー)  (Los Angeles, 26 d'abril de 2000)　és una cantant i actriu de doblatge americana, assentada en Tòquio (Japó). Forma part del grup d'ídols virtuals 22/7, el quin va debutar el 2017.

## Biografia
Els dos pares d'Amaki són japonesos que van emigrar a Los Angeles i allí es van conèixer i es van casar, cosa que la converteix en una japonesa americana de segona generació (nisei). Té un germà gran.
Abans de traslladar-se al Japó, Amaki s'havia format en ballet i patinatge sobre gel, aquest últim amb el desaparegut patinador artístic olímpic Denis Ten. La seva primera llengua és l'anglès i, a més del japonès, també parla una mica de francès i espanyol.
Amaki és partidari dels drets LGBT.
El 2016, Amaki es va traslladar de Los Angeles al Japó pel seu compte per dedicar-se al doblatge, ja que ella sentia que l'anime havia influït en la seva vida de manera positiva i volia contribuir amb això Va fer moltes audicions i va fallar, en part a causa de la seva limitada competència japonesa, fins que el desembre de 2016, va audicionar amb èxit per al projecte d'ídol i grup de noies d'anime de Yasushi Akimoto, més tard anomenat 22/7, malgrat la seva reticència a convertir-se en ídol a més de convertir-se en actriu de veu.
Des de la presentació del grup, Amaki ha atret un públic internacional després que un muntatge de la seva broma en anglès es fes viral a Twitter. Després de notar que Amaki havia dibuixat una gran base de fans a l'estranger, el seu personatge va ser reescrit com a parlant anglès. El maig de 2018, ella i diversos altres membres de 22/7 van iniciar els seus comptes oficials de Twitter, on Amaki publica tuits en anglès i japonès. El juny de 2018, es va involucrar en la campanya de màrqueting virtual de YouTube 22/7 com Sakura Fujima. El juliol de 2018, Amaki i els seus companys Mei Hanakawa i Reina Miyase van aparèixer a l'Anime Expo 2018 a Los Angeles.
El 19 de juny de 2019, Amaki va revelar que patia un trastorn d'ansietat social des que es va unir al grup i va anunciar que s'absentaria dels esdeveniments d'encaixada de mans mentre rebia tractament.